# Gregori Aminoff (1674–1732)
Gregori Aminoff, född 1674 i Ingermanland, död 30 mars 1732 i Tenala, var en finlandssvensk militär.

## Familj
Aminoffs föräldrar var kapten Gregori Aminoff och Maria Ramsay. Kapten Gregori Aminoff är känd som stamfader för den finska grenen av ätten Aminoff. Aminoff gifte sig med Elisabet von Konow, vars föräldrar var regementets kvartermästare Erik Berndt von Konow och Elisabet Ebersköld. Aminoff fick fem barn med Elisabet von Konow, bland andra kapten Gregori Aminoff (1696–1758).

## Karriär
Aminoff började som frivillig i amiralitetet år 1688. Han befordrades till rustmästare vid Viborgs infanteriregemente år 1689 och till furir vid samma regemente år 1690. Aminoff befordrades till sergeant år 1692, till fältväbel år 1696, till fänrik år 1697 och till löjtnant med konfirmationsfullmakt år 1701. Han befordrades till andre ryttmästare vid Nylands och Tavastehus läns infanteriregemente år 1702 och år 1703 beviljades han konfirmationsfullmakt. Han befordrades till förste ryttmästare år 1709. Aminoff befordrades till överstelöjtnant år 1723. Han avled 1732 och begravdes i Tenala kyrka.
Aminoff deltog i stora nordiska kriget genom att delta i slagen vid Narva år 1700, Vilnius 1702, Punitz år 1704, Gemauerthof år 1705, Holowczyn år 1708 och Poltava år 1709. Aminoff tillfångatogs av ryssarna vid Perevolotjna och tillbringade tid som krigsfånge i Verchoturje. Han frigavs från krigsfångenskapen år 1722 och återvände till Sverige.